# Leszczyńští
Leszczyńští (polsky Leszczyński, množné číslo: Leszczyńscy, ženská podoba: Leszczyńska) byl významný polský šlechtický rod magnátů v Polsko-litevské unii.

## Dějiny rodu
Rodina Leszczyńských byla polský magnátský rod. V roce 1473 (nikoli v roce 1476) získal Rafael Leszczyńský od císaře Fridricha III. dědičný hraběcí titul. Posledním zástupcem hlavní linie rodu, Stanislav Leszczyńský, byl polským králem, litevským velkoknížetem a později vévodou lotrinským. Zemřel v roce 1766.
Jméno rodu je odvozeno od Leszczyny, nyní předměstí Lešna ve Velkopolsku. Rodina Leszczyńských získala hraběcí titul ve Svaté říši římské. Svého největšího význam rod dosáhl na konci 16. a počátku 17. století, kdy byli horlivými stoupencikalvinismu a jejich panství Lešno a Beranov Sudoměřský se stala střediska polské reformované církve.

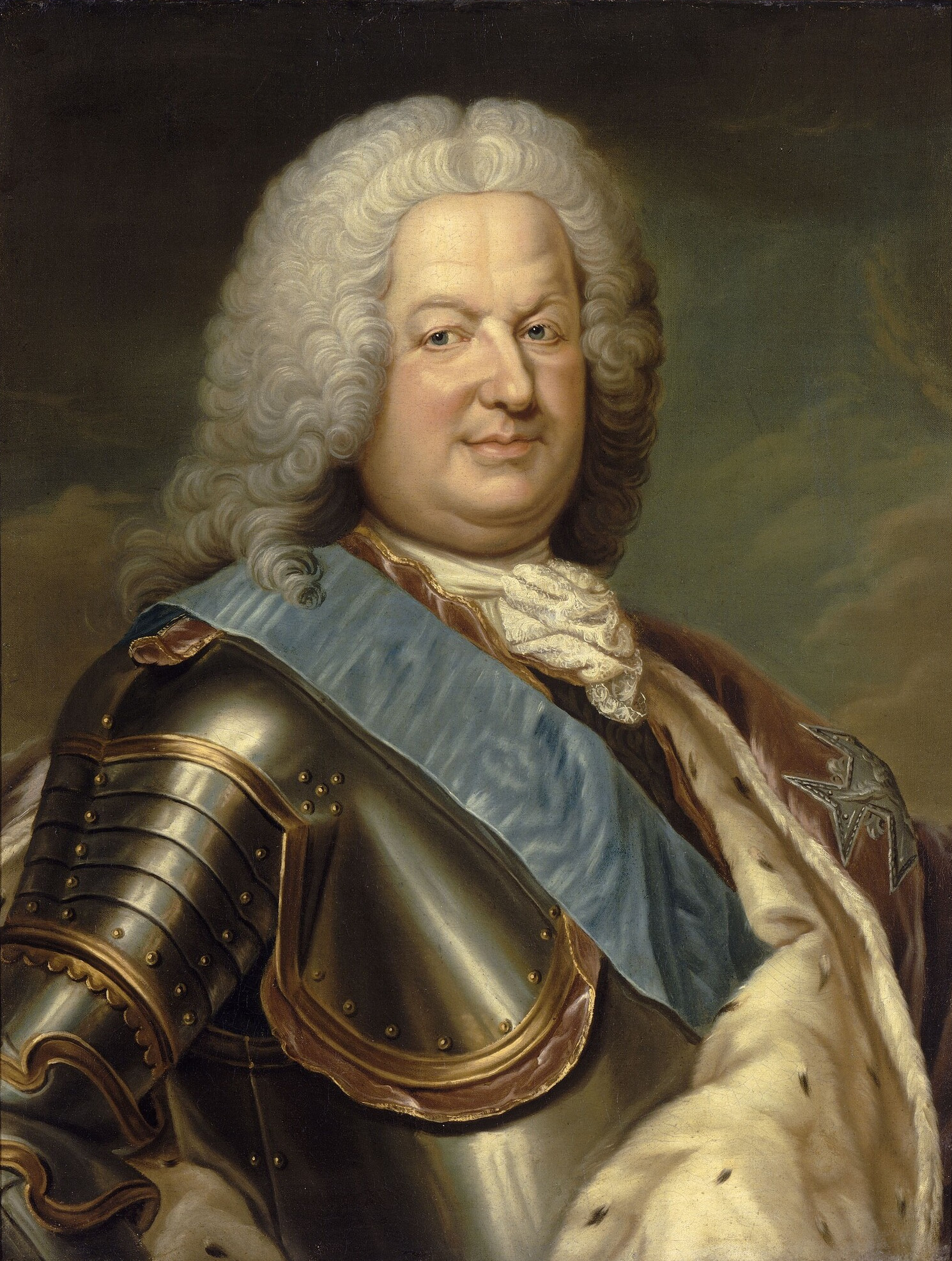
Stanislav I. Leszczyńský

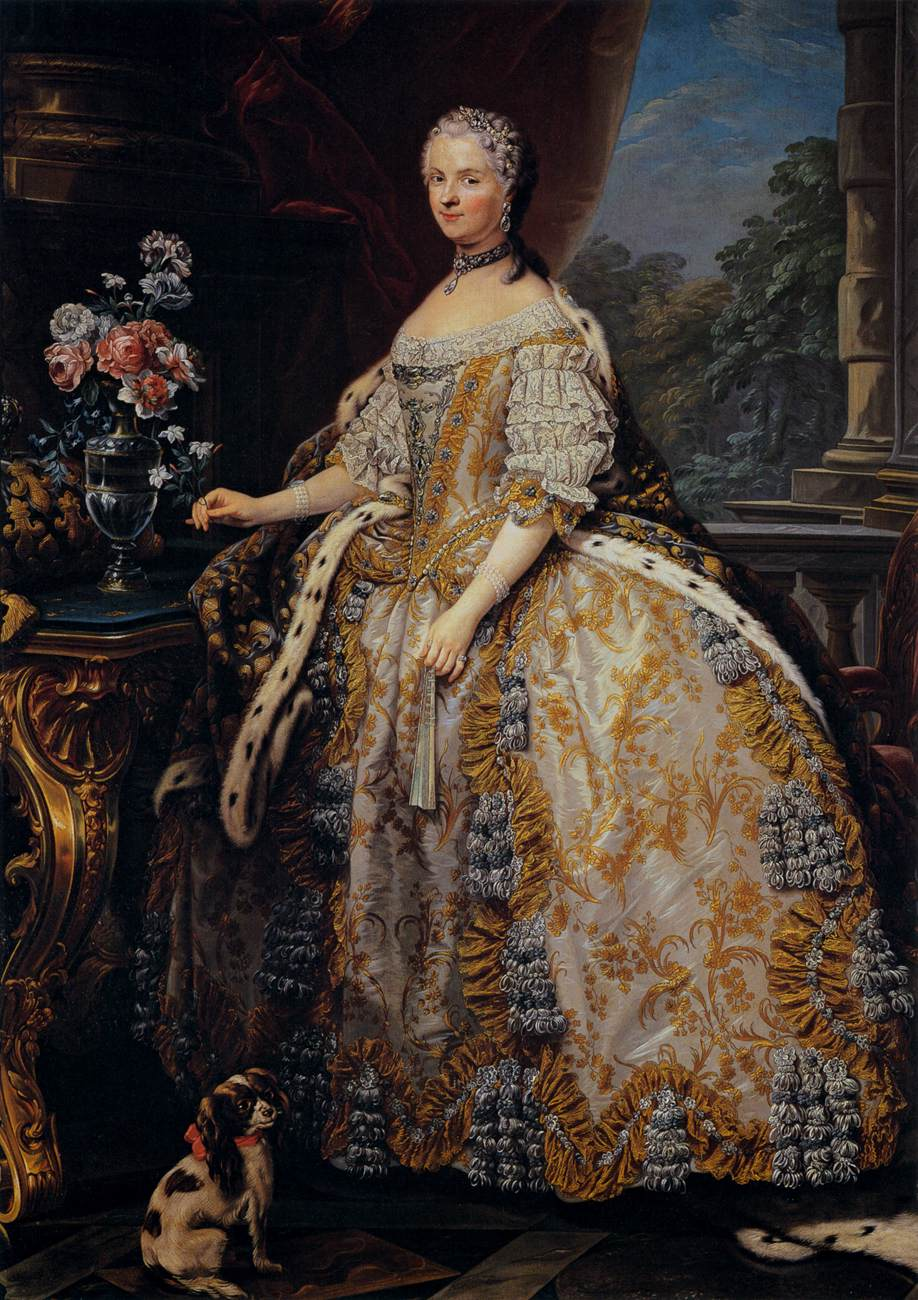
Marie Leszczyńská

Existuje ještě další rodina Leszczyńských s z rodu Abdank, která však není s tímto rodem příbuzná.

## Znak a heslo
Rodina Leszczyńských používala erb Wieniawských a jejich mottem bylo Qui Lescynsciorum ignorat, Poloniae ignorat. (Kdo nezná Leszczyńské, nezná Polsko). 

Znak krále Stanislava I. Leszczyńského
Erb Stanislava I. Leszczyńského jako krále Polska a vévody Lotrinska
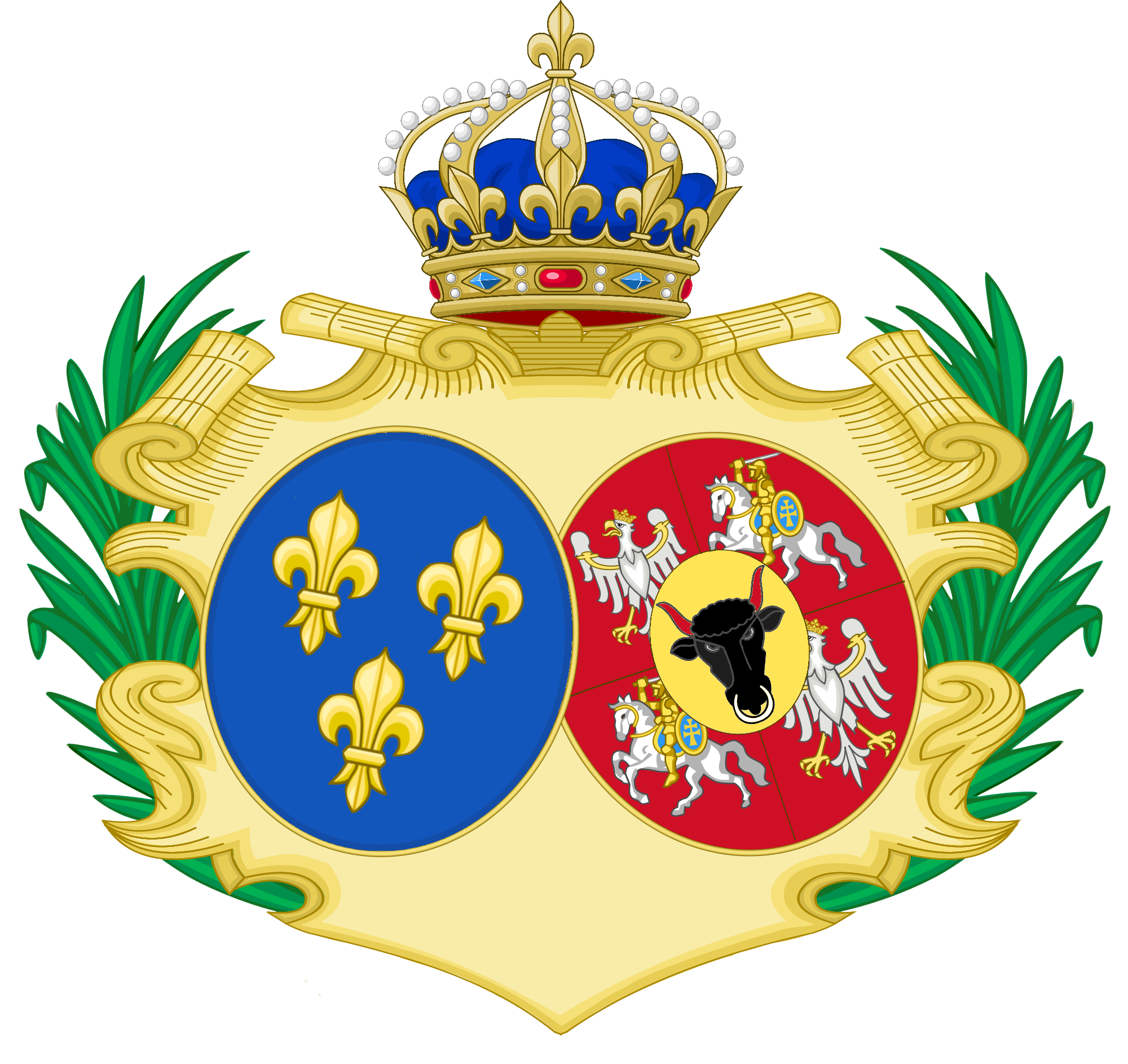
Znak Marie Leszczyńské jako královny Francie

## Významní členové rodu
- Rafael Leszczyńský (zemřel 1441), podkomoří z Kališe, generální starosta Velkopolska, zakladatel rodu Leszczyńských
- Rafael Leszczyńský (c. 1526 - 1592), vojvoda z Brestsko-kujavského vojvodství a purkrabí na Šremu
- Václav Leszczyńský (1576–1628), vojvodství Kališského vojvodství, velký kancléř koruny
- Rafael Leszczyńský (1579–1636), vojvodství Belzského vojvodství, vůdce polských kalvinistů
- Jan Leszczyńský (1603-1678), velký kancléř koruny
- Václav Leszczyńský (1605–1666), varminský biskup, polský primas
- Předslav Leszczyńský (1605-1670), vojvoda dorpatského vojvodství
- Ondřej Leszczyńský (1606–1651), palatin Dorpatského vojvodství
- Ondřej Leszczyńský (1608–1658), polský primas, velký kancléř koruny
- Bohuslav Leszczyńský (1614–1659), hlavní pokladník a náměstek kancléře koruny
- Jan Leszczyńský (zemřel 1657), biskup v Kyjevě
- Samuel Leszczyńský (1637-1676), básník, vojvoda Dorpatského vojvodství
- Rafael Leszczyńský (1650–1703), hlavní pokladník koruny
- Stanislav Leszczyńský, (1677–1766), polský král a později vévoda lotrinský, oženil se s Kateřinou Opalinskou
- Marie Leszczyńská (1703–1768), královna Francie sňatkem s Ludvíkem XV. Francouzským

Mezi potomky Stanislava Leszczyńského jsou čtyři francouzští a navarrští králové, dva králové obojí Sicilie, dva etrurští králové, dva králové Itálie (jeden zároveň etiopský císař a jeden král Albánců), šest králů a jedna královna Španělska, dva brazilští císaři (jeden zároveň král Portugalska a Algarve), pět králů a jedna královna Portugalska, jeden rakouský císař (a uherský král), pět saských králů, čtyři králové Belgie, jeden král Bavorska, dva bulharští carové, tři králové Rumunska, jeden král Jugoslávie, dvě knížata z Lichtenštejna, dva lucemburští velkovévodé a dvě velkovévodkyně, několik královských manželek a titulárních králů.

### Rodokmen
- Stanislav Leszczyńský, ženatý s Kateřinou Opalinskou
  - Marie Leszczyńská, vdaná za Ludvík XV. Francouzský
    - Luisa Alžběta Francouzská, vdaná za Filipa Parmského
      - princezna Isabela Parmská, vdaná za císaře Josefa II.
      - Ferdinand, vévoda parmský, ženatý s arcivévodkyní Marií Amalií Rakouskou
        - princezna Karolína Parmská, vdaná za prince Maxmiliána Saského (potomka krále Jana III. Sobieského)
          - princezna Marie Anna Saská (1799–1832)
            - arcivévodkyně Augusta Ferdinanda Rakouská
              - Ludvík III. Bavorský 

          - Bedřich August II. Saský 
          - Jan Saský 
            - princezna Alžběta Saská
              - Markéta Savojská
                - Viktor Emanuel III. Italský 
                  - Umberto II. Italský 
                    - Jana Italská
                      - Simeon II. Bulharský 

            - Albert I. Saský 
            - JiříI. Saský 
              - Bedřich August III. Saský 
              - princezna Marie Josefa Saská (1867–1944)
                - Karel I. Rakouský 
                  - Otto von Habsburg

          - Marie Josefa Amálie, královna španělská

        - Ludvík, král Etrurie 
          - Karel II., vévoda parmský 

      - Marie Luisa, královna španělská
        - Šarlota Španělská
          - Michal I. Portugalský 
            - infantka Marie Josefa Portugalská
              - Marie-Adéla, velkovévodkyně lucemburská 
              - Šarlota, velkovévodkyně lucemburská 
                - Jan, velkovévoda lucemburský 

              - Alžběta Gabriela Bavorská, královna Belgická
                - Leopold III. Belgický 
                  - Baudouin I. Belgický 
                  - Albert II. Belgický 
                    - Filip Belgický , ženatý s královnou Mathilde Belgickou, dcerou hraběnky Anny Marie Komorowské (panující král Belgie)

                  - princezna Josefína Šarlota Belgická
                    - Jindřich Lucemburský  (panující velkovévoda lucemburský)

            - infantka Marie Tereza Portugalská
              - arcivévodkyně Alžběta Amálie Rakouská
                - František Josef II., kníže z Lichtenštejna 
                  - Hans Adam II., kníže z Lichtenštejna  (panující kníže z Lichtenštejna)

          - Petr I. Brazilský 
            - Petr II. Brazilský 
            - Marie II. Portugalská 
              - Petr V. Portugalský 
              - Ludvík I. Portugalský 
                - Karel I. Portugalský 
                  - Manuel II. Portugalský 

              - infantka Antónie Portugalská
                - Ferdinand I. Rumunský 
                  - Karel II. Rumunský 
                  - Marie Jugoslávská
                    - Petr II. Jugoslávský 

                  - Michal I. Rumunský 

        - Marie Luisa Španělská, vévodkyně z Lukky
        - Ferdinand VII. Španělský 
          - Isabela II. Španělská 

        - Marie Isabela Španělská
          - Ferdinand II. Sicilský 
            - František II. Sicilský 
            - princ Alfons, hrabě z Caserty
              - princ Karel Bourbonský-obojí Sicílie
                - princezna Marie de las Mercedes Bourbonský-obojí Sicílie
                  - Jan Karel I. Španělský 
                    - Filip VI. Španělský  (panující král španělský)

        - infant František de Paula Španělský
          - František, vévoda z Cádizu
            - Alfons XII. Španělský 
              - Alfons XIII. Španělský 

    - Ludvík Ferdinand
      - Ludvík XVI. Francouzský 
        - Ludvík XVII. Francouzský

      - Ludvík XVIII. Francouzský 
      - Karel X. Francouzský 
        - Ludvík Antonín, vévoda z Angoulême 
          - princezna Luisa Marie Terezie z Artois
            - Robert I., vévoda parmský 
              - Marie Luisa Bourbonsko-Parmská
                - Boris III. Bulharský

## Paláce

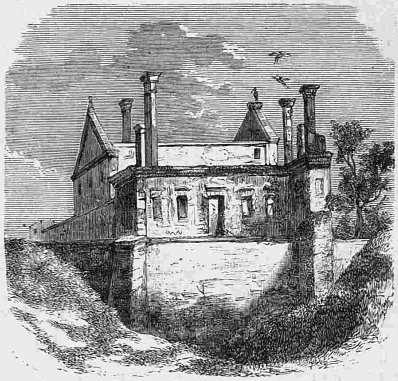
Zřícenina hradu v Czartorysku
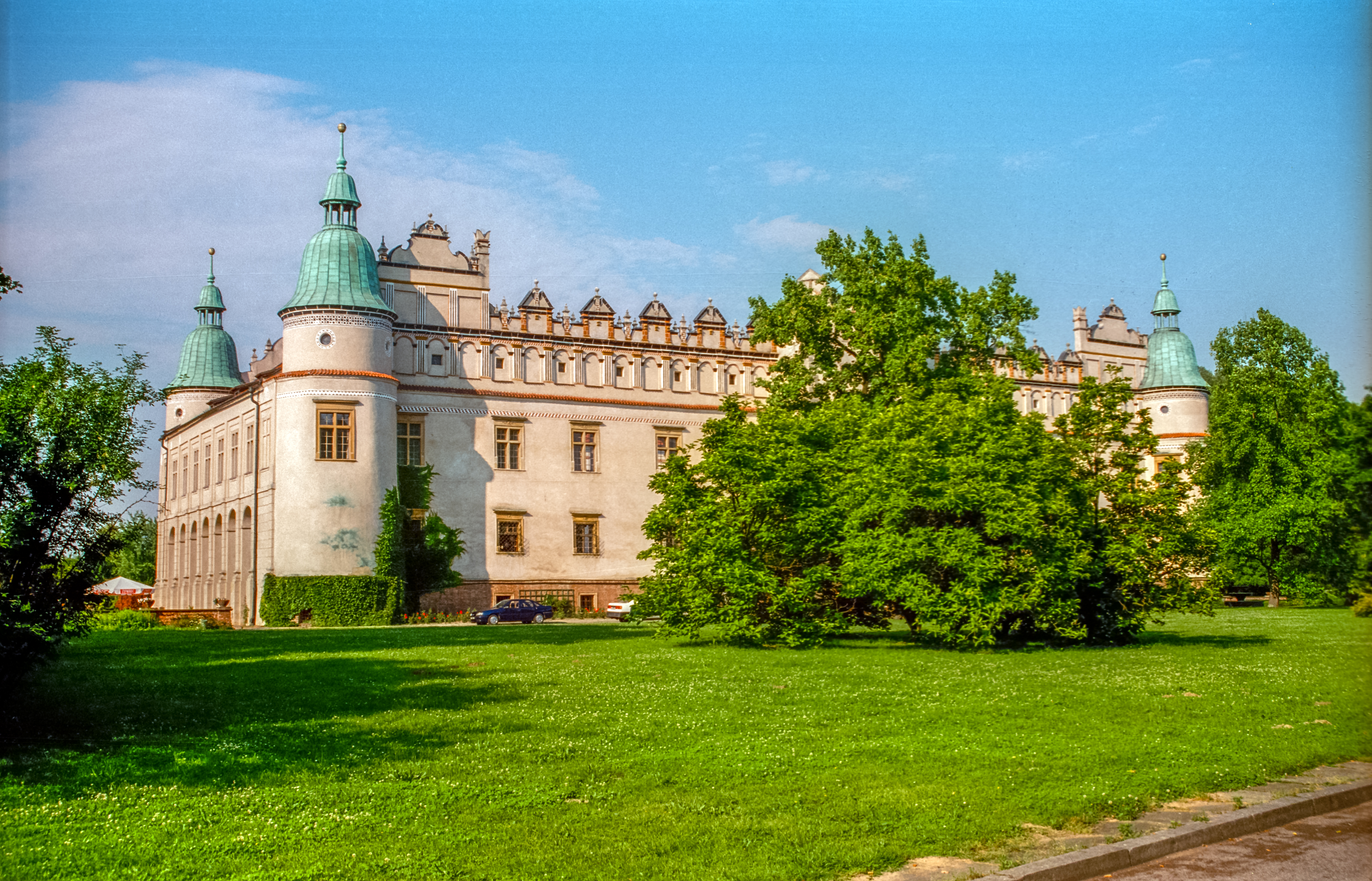
Zámek v Beranově Sudoměřském
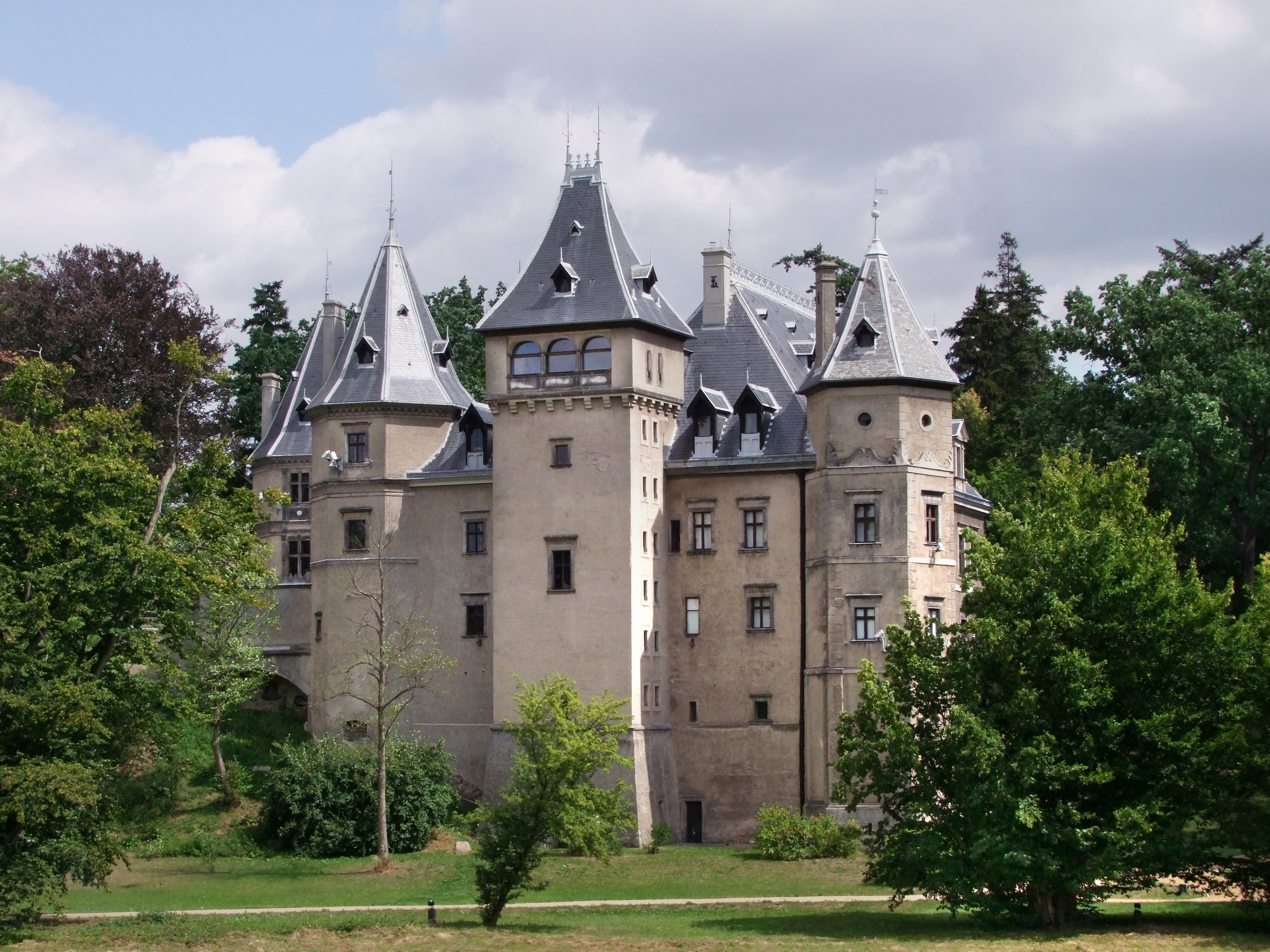
Hrad v Holuchově
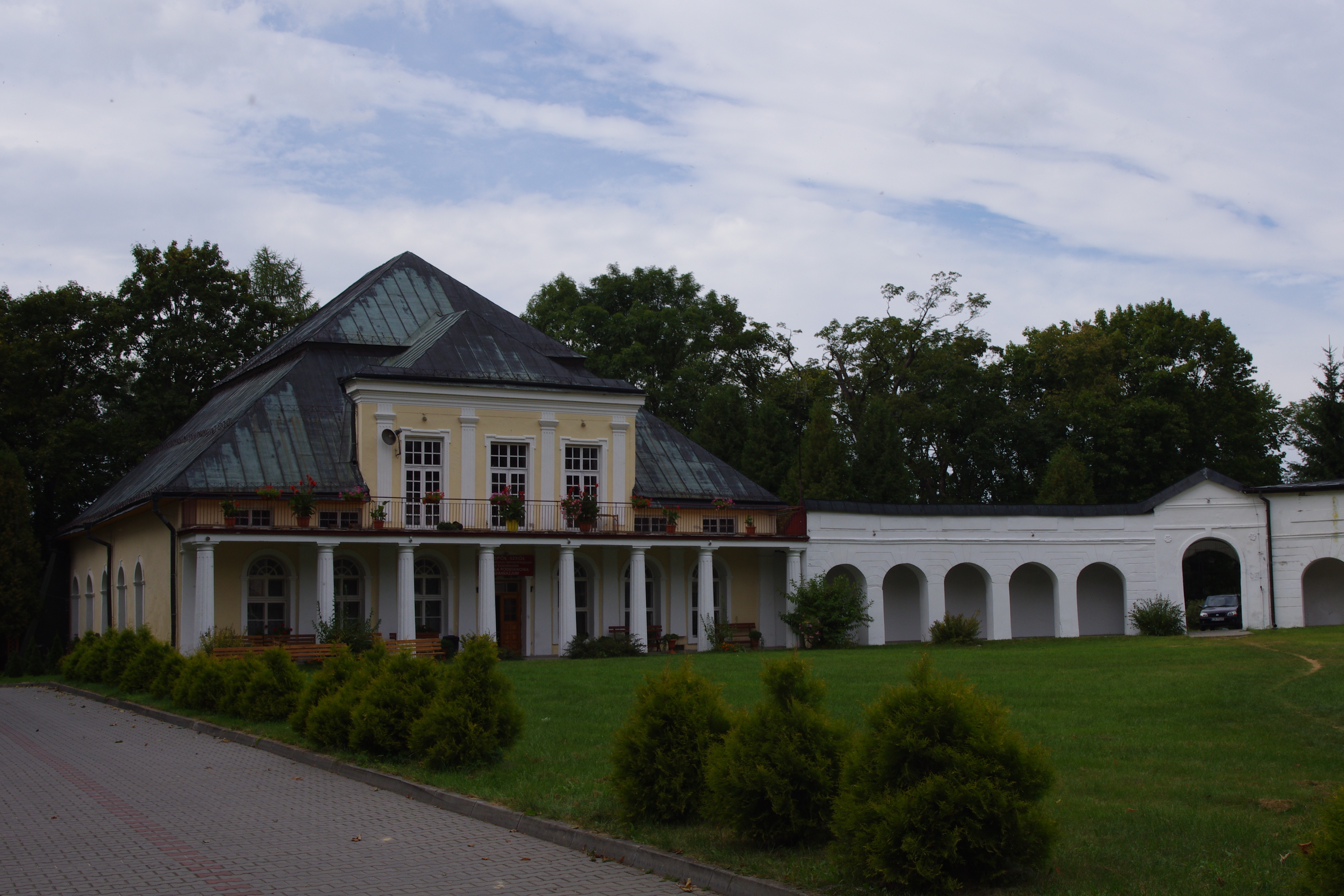
Palác v Krásnobrodu
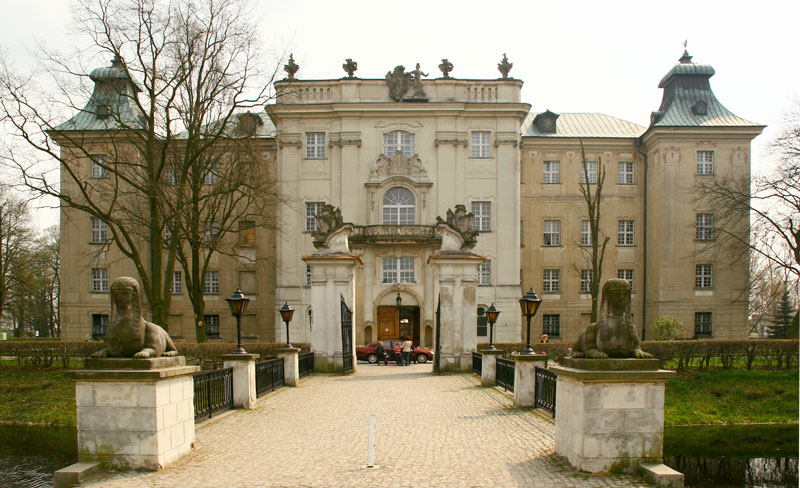
Zámek Rydzyna přestavěný roku 1700 na žádost Pompea Ferrariho
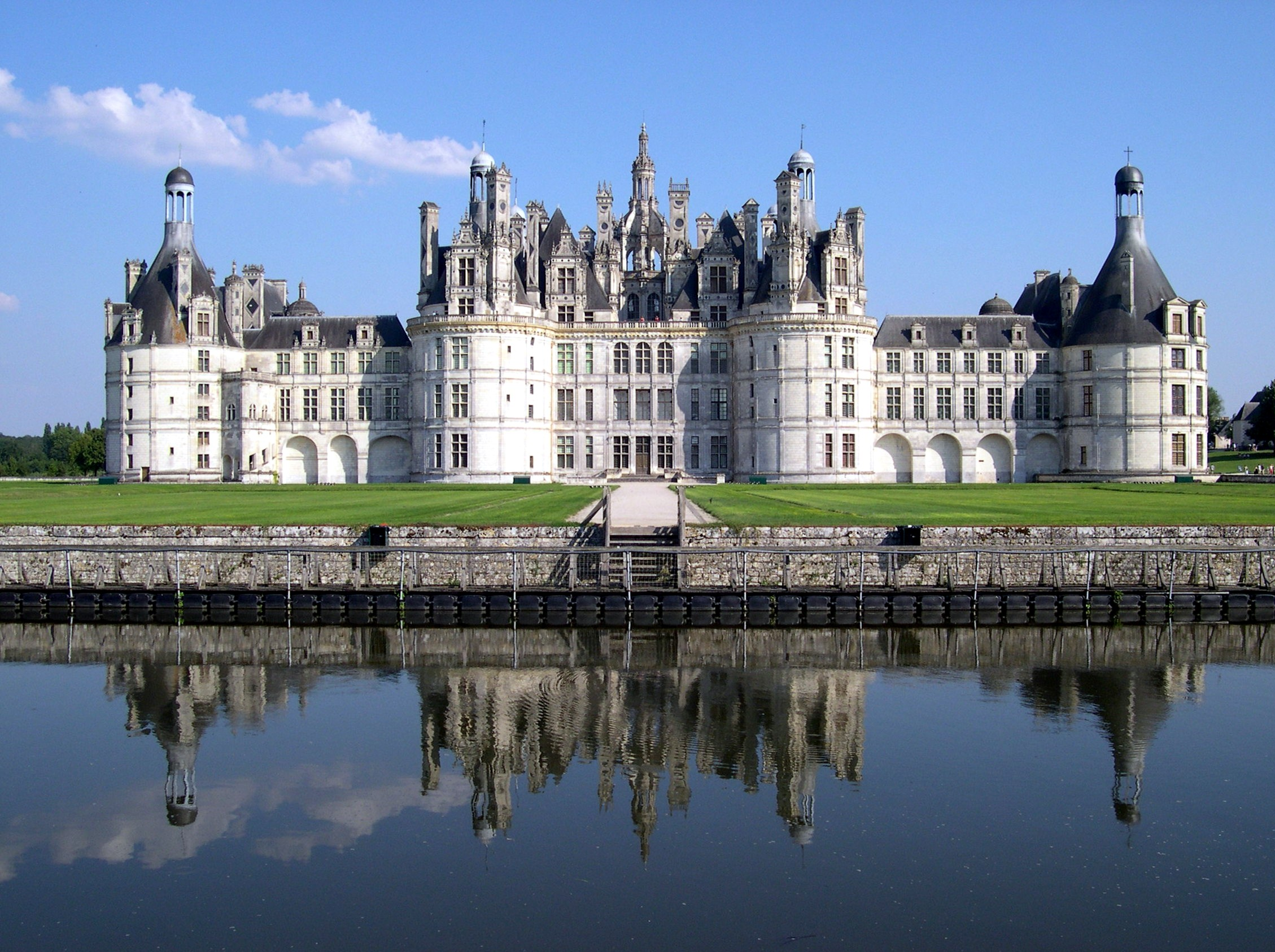
Zámek Chambord, kde pobýval Stanislav Leszczyńský v letech 1725 až 1733
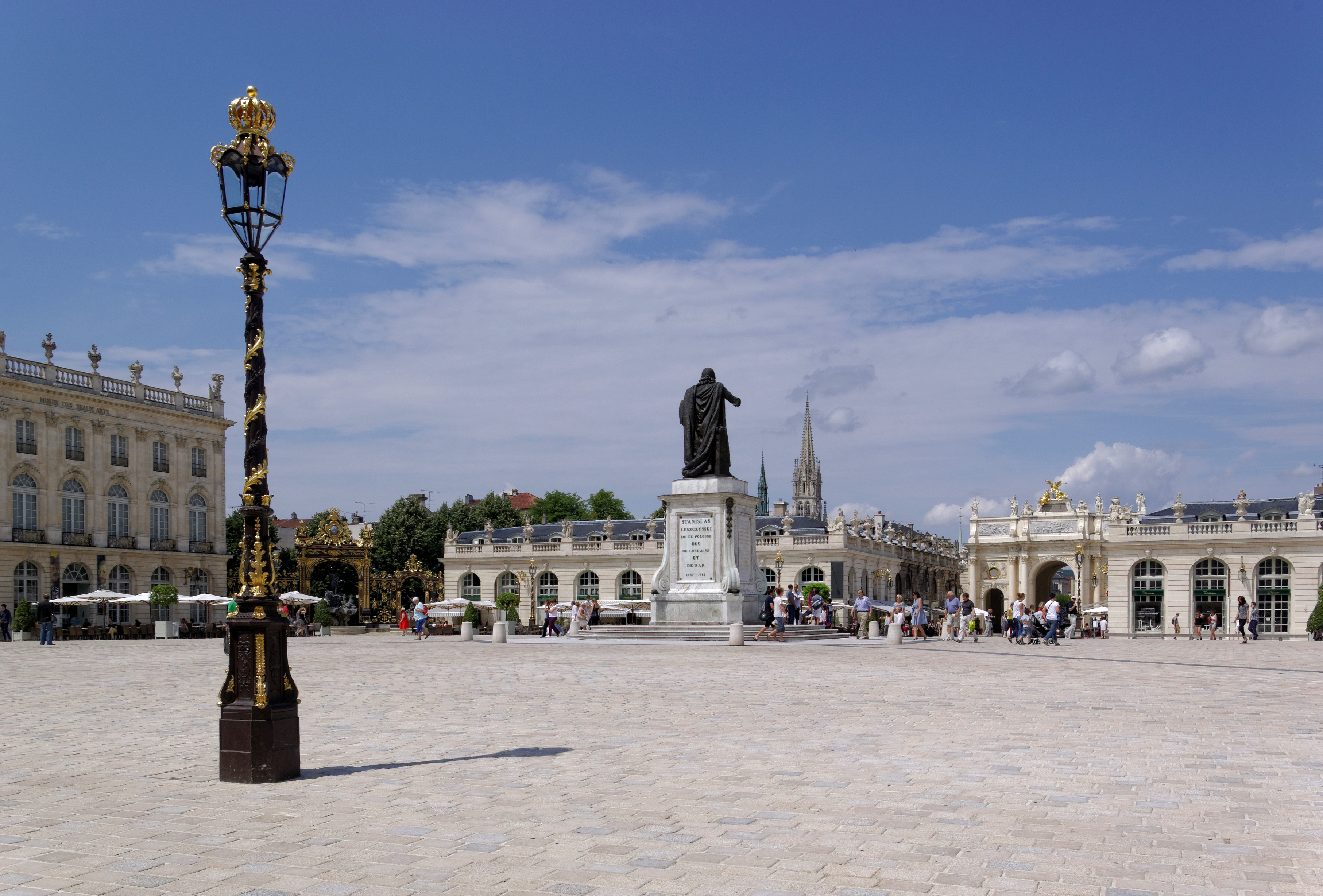
Stanislavovo náměstí v Nancy vzniklo v letech 1751 až 1755
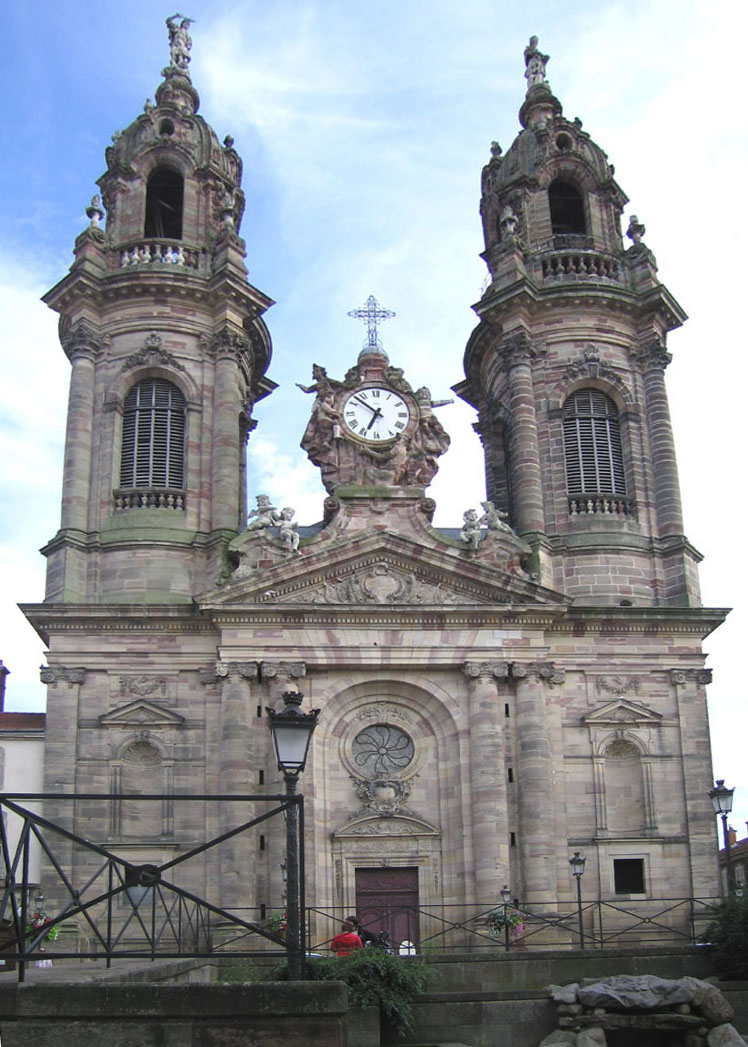
Kostel sv. Jakuba v Lunéville z roku 1745
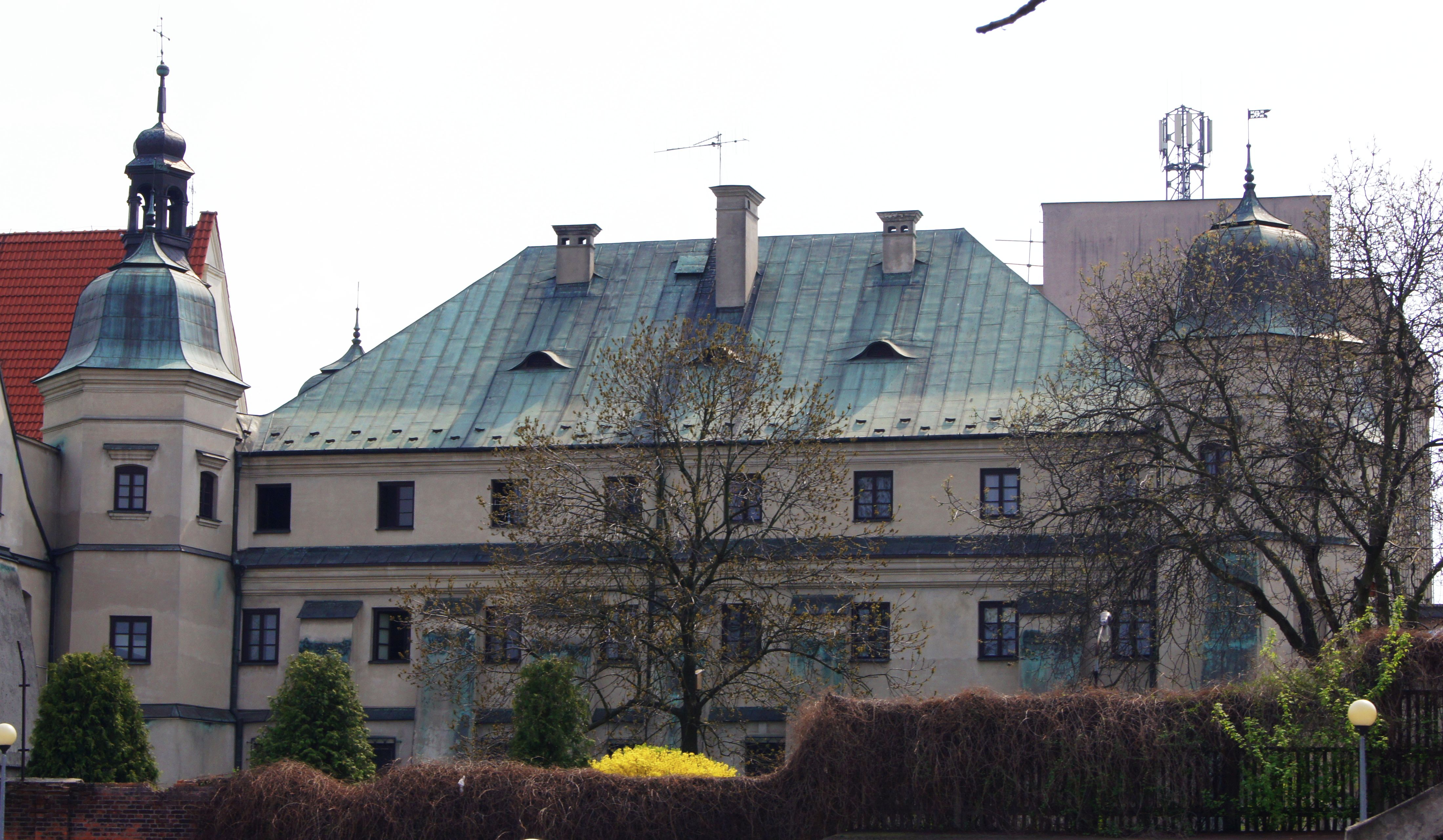
Manor House Rafaela Leszczyńského v Lublinu